# Antonello Cuccureddu
Antonello Cuccureddu (Alghero, 4 de outubro de 1949) é um ex-futebolista profissional e treinador italiano que atuava como defensor.

## Carreira
Antonello Cuccureddu representou a Seleção Italiana de Futebol, na Copa do Mundo de 1978.